# 오시마반도
오시마반도(일본어: 渡島半島, おしまはんとう)는 일본 홋카이도 남서부에 위치한 반도이다.
홋카이도 서부에서 우치우라만을 끌어안듯이 남쪽으로 굽어지는 반도로, 아랫쪽은 남서쪽으로 뻗은 동해 방면의 마쓰마에반도(松前半島)와 남동쪽으로 향하는 태평양 방면의 가메다반도(亀田半島)의 두 방향으로 갈라진다. 이 두 반도 사이에는 하코다테평야가 있고, 이 지역의 중심도시는 하코다테시이다. 쓰가루 해협 너머로는 쓰가루반도, 시모키타반도와 마주보고 있다.
| 오시마반도 마쓰마에반도→ ←가메다반도 하코다테평야↓ 우치우라만 쓰가루 해협 ↓오쿠시리섬 ↑오시마섬 ←고지마섬 ←시모키타반도 홋카이도섬 혼슈섬 |